# مايكل روس
مايكل روس (بالإنجليزية: Michael Ruse)‏ (من مواليد 21 يونيو 1940 في برمنغهام بإنجلترا) هو فيلسوف علمي متخصص في فلسفة علم الأحياء وهو معروف بأعماله المتخصصة قي العلاقة بين العلم والدين، والجدل الخلقي التطوري، ومشكلة ترسيم الحدود في مجال العلوم. درَّس في جامعة ولاية فلوريدا. ولد في إنجلترا، ونال درجته الجامعية في جامعة برستل (1962)، ودرجة الماجستير في جامعة ماكماستر في هاملتون بأونتاريو (1964)، والدكتوراه في جامعة برستل (1970).

## روابط خارجية
- مايكل روس على موقع IMDb (الإنجليزية)
- مايكل روس على موقع الموسوعة البريطانية (الإنجليزية)